# 李蔚然
李蔚然（1975年—）生于云南昆明，是一位中国电影导演、编剧。作品有喜剧片《决战刹马镇》，爱情片《我想和你好好的》，魔幻片《封神》。

## 电影作品
- 2010年 《决战刹马镇》
- 2013年 《我想和你好好的》
- 2020年 《侍神令》